# John Houbolt
John Cornelius Houbolt (Altoona, 1919. április 10. – Scarborough, 2014. április 15.) a Holdkomp ötletének felvetője és kidolgozója. Az ötlet maga már Jurij Vasziljevics Kondratyuk, egy ukrajnai szovjet mérnök 1919-es értekezésében is le van írva.

## Élete
John Cornelius Houbolt 1919. április 10-én született az iowai Altoonában. Gyermekkorát Jolietben, Illinois államban töltötte, ahol a Joliet Central High School és a Joliet Junior College tanulmányait folytatta. 1940-ben, majd 1942-ben építőmérnöki alapképzést és mesterdiplomát szerzett az Illinoisi Egyetemen. Ph.D fokozata is van műszaki tudományokból, Zürichből: A NASA és elődje, a NACA mérnökeként Houbolt döntően hozzájárult az Apollo holdprogramhoz. Ő dolgozta ki a tervet, hogy a „Lunar Orbiter Rendezvous” módszert alkalmazzák az első emberek Holdra lépéséhez. Ezzel dollármilliárdokat takarítottak meg a NASA-nak a holdraszállási küldetések fejlesztése során.
Houbolt 1985-ben nyugdíjba ment a NASA-tól. 1963-ban megkapta a NASA Exceptional Scientific Achievement Medal kitüntetését a Lunar Orbit Rendezvous létrehozásában végzett munkájáért. Tagja volt a National Academy of Engineeringnek.
Bár a Lunar Orbit Rendezvous-koncepció alapjait Jurij Vasziljevics Kondratyuk 1916-ban fogalmazta meg, tőle függetlenül pedig Hermann Oberth is, viszont John Houbolt és a NASA volt, aki meg is valósította azt. Houbolt erőteljesen, végül sikeresen érvelt a koncepció mellett az Apollo Holdraszállási program tervezési szakaszában.